# Paco Camoiras
Paco Camoiras (nascido em 13 de junho de 1929 em Madrid) é um ator espanhol, sendo prolifico do cinema espanhol, tendo-se iniciado como um ator infantil com o filme de Corrida em 1942.Ele também trabalhou em 1947 como um palhaço música que eu para se juntar a seu irmão, já morto Quique Camoiras. 